# Die Sterntaler (Bergengruen)
Die Sterntaler ist eine Novelle von Werner Bergengruen, die 1953 in Zürich erschien. Der Autor schreibt das Märchen von den Sterntalern um, weil er „endlich einmal Klarheit über das Wesen des Geldes“ schaffen möchte.

## Zeit und Ort
Ort der Handlung ist der Berliner Bezirk Wedding „um das Jahr 1930“.

## Inhalt
Die geizige, herrschsüchtige Frau Mathilde Lankowski, geb. Szimanek, eröffnet ihrem Gatten auf dem Krankenlager, dass sie im Besitz eines Pakets kleiner Scheine im Werte von zwölftausend Mark ist. Woher das viele Geld kommt, wird in der Novelle nicht verraten. Jedenfalls bringt der 76-jährige Invalidenrentner Lankowski den unverhofften Reichtum an sich und verliert ihn im Anschluss an eine Kneipentour im Suff in einem Weddinger Keller. Die schwerkranke Frau Lankowski verstirbt, und der Hinterbliebene muss den Todesfall den Behörden melden. Bei der Gelegenheit gesteht Lankowski, dass zwölftausend Mark vorhanden waren.
Herr Gottscheu, ein Geschäftsmann mit Frau und drei Kindern, findet das Geld. Er beginnt, es im Verein mit seiner Frau nach und nach auszugeben. Irgendein neidischer Nachbar zeigt die Gottscheus an wegen verdächtig hohen Geldbesitzes. Polizeiliche Hausdurchsuchung fördert achttausend Mark in kleinen Scheinen zu Tage. Herr Gottscheu wird wegen Fundunterschlagung und seine Gattin wegen Hehlerei angeklagt. Die Öffentlichkeit nimmt regen Anteil: Das wäre den Leuten, allesamt potentielle ehrliche Finder (die nichts finden, die nie im Lotto gewinnen) nicht passiert. Der Witwer Lankowski, der polizeilich festgestellte Besitzer des Geldpaketes, sitzt auf der Zeugenbank und kann dem Verlauf des Verfahrens nicht ganz folgen. Die zuvor unbescholtenen Gottscheus kommen mit einer Bewährungsstrafe davon. Das in Freiheit gesetzte Ehepaar nimmt den Witwer mit nach Hause und schmarotzt nach Herzenslust von seinem vielen Geld. Lankowski stirbt. Die Ironie der Geschichte: Die fünfzehn Jahre später von den Gottscheus noch am Leben sind, sind nun ärmer als Lankowski „in seinen schlimmsten Zeiten“.

## Deutschland
Bergengruen nennt seinen Text zwar eine Novelle, aber er erzählt ein Märchen. Der Autor bindet dem Leser einen Bären auf. Der Erzählton ist nicht schalkhaft, sondern eigentlich bitterböse, wenn Bergengruen – verstreut über den ganzen Text hinweg – immer wieder über den Verlust der deutschen Kolonien Togoland, Deutsch-Kamerun und auch Deutsch-Ostafrika anno 1918 spottet (z. B.: es gibt nur noch Laubenkolonien). Und Bergengruen, der gealterte Dichter, resigniert, wenn er bemerkt: „Zu Anfang der dreißiger Jahre wurden die Gesetze noch beachtet.“ Ein Fazit von Bergengruens satirischem Text: Das deutsche Desaster nach 1945 ist weit desaströser als das nach 1918.

## Zitat
Der Neugierige muß sich ja fortwährend Gedanken machen.